# Juan de Rocatallada
Juan de Rocatallada (entre 1302 y 1310–Aviñón, Francia; 1366) fue un franciscano-joaquinista y alquimista que se destacó por sus investigaciones sobre la quintaesencia.

## Historia
El lugar del nacimiento de Rocatallada es aún tema de discusión entre historiadores, ya que pudo haber nacido en Yolet o en Marcolès. Estudió filosofía en Tolosa (Francia) para después ingresar a un monasterio franciscano por cinco años. Se proclamó maestro teólogo y misionero, y desde 1323 fue acusado y encarcelado varias veces por proclamar profecías y visiones, dando a conocer futuros acontecimientos apocalípticos, y renegando contra Cristo y sus apóstoles.
Hacia la mitad del siglo XIV, Rocatallada se dedicó a la alquimia, especialmente en el área de la quintaesencia. El franciscano definía la quintaesencia como el espíritu del vino, el cual se obtenía al destilar varias veces este brebaje.
La receta de la quintaesencia según Rocatallada consta de elegir un vino que no sea ni claro ni denso, pacífico a la vista y de buen sabor. En resumen, un buen vino. Hay que destilarlo muchas veces a goteo, hasta obtener el «aguardiente» (aqua ardens). Desde entonces, el método de obtención del alcohol, es decir, la destilación, se empezó a utilizar con más frecuencia. Se dice que Juan de Rocatallada fue uno de los precursores de la Iatroquímica.
Se dice que Rocatallada, junto a Arnaldo de Vilanova y Ramon Llull, formaron parte del triunvirato de ciencias de la Corona de Aragón del siglo XIV. Arnaldo de Villanova se supone originario de Villanueva de Jiloca en Zaragoza o de Valencia según otras fuentes, Ramon Llull es mallorquín, mientras que de Rocatallada hay autores que sostienen que procede de Peratallada, en Gerona. Esta afirmación se debe a que hay bastantes textos de Rocatallada en catalán, mientras que no se le conocen en francés; por otra parte, Thorndicke señala que en algún documento de la época se le presenta como español; además, el sobrenombre de «Piedratallada», traducido por «Rupescissa» en latín, coincide con el nombre de esta localidad de Gerona, si bien es un nombre muy simbólico para un alquimista y no tendría que ser necesariamente vinculante. No obstante, hay constancia del apellido «Peratallada» en Cataluña mientras que no se encuentra ningún «Roquetaillade» en Francia.
Luego de llegar a Aviñón en 1349, Juan de Rocatallada se dedicó a la creación de libros proféticos, como Visiones seu revelationes, Liber Ostensor y Oraculum Cyrilli, entre otros. 
Permaneció preso hasta su muerte en Aviñón en 1366.

## Obras destacadas

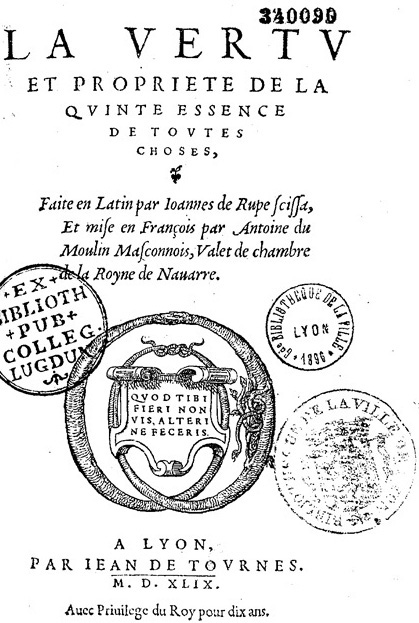
Propiedades de la quintaesencia

Rocatallada escribió Consideraciones sobre la quintaesencia (Consideratione quintae essentiae), un tratado de suma importancia que más adelante sería la base para la medicina química. En él, Rocatallada sostenía que el cuerpo humano no podía mantenerse vivo al coexistir con sustancias corruptibles, y necesitaba de una sustancia pura, superior a los cuatro elementos, que fuese incorruptible y perfecto. Llegó a la conclusión que el éter o quintaesencia que propuso Aristóteles no era más que el alcohol destilado del vino. Fue tal su relevancia, que los farmacéuticos del tiempo decidieron utilizar el alcohol, promoviendo una nueva forma de farmacopea, y posteriormente a la farmacia. Incluso se pensó en nombrarla como una especie química.
Otra obra reconocida es El libro de la luz (Liber lucis) donde describe el horno alquímico de la época. Además, en el libro agregó una profecía, la cual combinó la alquimia con el joaquinismo, al decir que la piedra filosofal es necesaria para alcanzar la liberación del espíritu.